# Gorenjska statistična regija
Gorenjska statistična regija je ena od dvanajstih statističnih regij Slovenije. 

## Gorenjska statistična regija
Ta regija je skoraj v celoti alpska in deloma zaščitena kot narodni park. Njena značilnost so visoke gore, med katerimi je najvišji Triglav, simbol slovenstva. Največje urbano in gospodarsko središče je mesto Kranj. Razgiban relief in podnebje sta dobra osnova za turistično dejavnost. 
Obsega 10,5 % površine Slovenije
Gorenjska statistična regija je z 2.137 km2 šesta največja. V njej je leta 2023 živelo 11 % prebivalcev Slovenije. Gostota poseljenosti je bila z 98 prebivalci na km2 površine nižja od slovenskega povprečja (tj. 105 prebivalcev na km2).
Prebivalstvo
Povprečna starost prebivalcev v letu 2023 je bila tukaj tretja najnižja med regijami. Znašala je 43,7 leta, kar je bilo manj od državnega povprečja (44,1 leta). Delež prebivalcev, starih 0–14 let, je bil tako kot v osrednjeslovenski drugi najvišji, v obeh 15,6-odstoten. Delež prebivalcev, starejših od 64 let, je bil 21,6-odstoten in enak povprečju v državi.
Imela je tretji najvišji naravni prirast: –1,1 na 1.000 prebivalcev. Skupni selitveni prirast na 1.000 prebivalcev je znašal –2,5 in je bil negativen le v tej regiji. Ob prepovedi gibanja med občinami v 2020 se je precej prebivalcev odločilo za prijavo začasnega prebivališča v drugi občini. Veljavnost prijave tega prebivališča je potekla v 2022, kar statistično šteje kot selitev v občino stalnega prebivališča. Tako je bil v tej regiji drugi najnižji tudi skupni prirast, znašal je –3,5 na 1.000 prebivalcev.
Pričakovano trajanje življenja ob rojstvu je bilo za deklice, rojene leta 2023 v tej regiji, v primerjavi s preostalimi regijami najvišje (85,1 leta), za dečke pa tretje najvišje (79,5 leta). Zunaj zakonske zveze se je tu rodila polovica otrok, kar je bil drugi najnižji delež med regijami.
Izobrazbena sestava prebivalstva je bila v gorenjski regiji ugodnejša kot v večini drugih regij: delež prebivalcev brez izobrazbe, z nepopolno osnovno šolo ali z dokončano največ osnovno šolo je bil enak državnemu povprečju (12,0 %), delež prebivalcev z višje- ali visokošolsko izobrazbo pa nad slovenskim povprečjem (33,3 %). Med prebivalci v starostni skupini 25–64 let jih je imelo terciarno izobrazbo 34,3 %, kar je bil drugi najvišji delež med regijami. Še višjega je imela le osrednjeslovenska (41,5 %).
Razmere na trgu dela
Stopnja delovne aktivnosti je v gorenjski regiji dosegla 71,7 %, tj. za 2,4 odstotne točke več od slovenskega povprečja, ter je bila tretja najvišja, za primorsko-notranjsko in goriško. Stopnja anketne brezposelnosti je bila četrta najnižja in je znašala 3,2 %. Med delovno aktivnimi s stalnim prebivališčem v tej regiji jih je 29 % odhajalo na delo drugam, največ (88 %) v osrednjeslovensko regijo. To je bil četrti največji delež delovnih migrantov med regijami.
Povprečna mesečna neto plača zaposlenega v tej regiji je leta 2023 znašala 1.420 EUR, kar je bilo 1,8 % manj od slovenskega povprečja.
Gospodarstvo
Bruto domači proizvod na prebivalca te regije je znašal 26.247 EUR, kar je bilo 13 % manj od povprečja na ravni Slovenije. Neto razpoložljivi dohodek gospodinjstev na prebivalca je v gorenjski statistični regiji znašal 16.778 EUR in je bil četrti najvišji med regijami. Od povprečja na ravni države (16.615 EUR) je bil višji za 1 %.
V gorenjski regiji je delovalo približno 23.200 podjetij. V njih je delalo skoraj 84.100 oseb.
Kakovost življenja
Splošno zadovoljstvo z življenjem so prebivalci te regije v povprečju ocenili z najvišjo povprečno oceno med vsemi, z 8,0 (na lestvici od 0 do 10).
Stopnja resne materialne prikrajšanosti (0,5 %) in stopnja tveganja socialne izključenosti (10,5 %) sta bili v tej regiji najnižji. Prav tako je bila v tej in v osrednjeslovenski regiji najnižja stopnja tveganja revščine; z dohodki, nižjimi od praga tveganja revščine, je v vsaki živelo 9,6 % oseb. Delež gospodinjstev, ki si lahko privoščijo mesni ali enakovredni vegetarijanski obrok vsaj vsak drugi dan, je bil v gorenjski regiji najvišji, 99-odstoten.
Na 1.000 prebivalcev je bilo v tej regiji 570 avtomobilov; manj so jih imeli le v podravski, osrednjeslovenski in zasavski regiji. V povprečju so bili stari 10,9 leta, kar je bilo pod državnim povprečjem (11,1 leta); novejše avtomobile so imeli le v koroški in osrednjeslovenski regiji.
Okolje
Količina komunalnih odpadkov na prebivalca, nastala v tej regiji (453 kg), je bila za 65 kg na prebivalca nižja od slovenskega povprečja. Ločeno je bilo zbranih 74,1 % komunalnih odpadkov, kar je bil tretji največji delež med regijami. Iz javnega vodovoda je bilo gospodinjstvom dobavljene 41,8 m3 vode na prebivalca; večja količina je bila le v savinjski regiji.
Priljubljena med turisti
Leta 2023 so med vsemi regijami našteli največ prihodov turistov – 1.502.306 oz. 24 % vseh. Tako je bilo predvsem zaradi tujih turistov; ti so ustvarili največ prihodov (1.257.417 oz. 27 % vseh) in prenočitev (3.207.359 oz. 28 % vseh).
Sestavlja jo 18 občin
Največ prebivalcev regije, 27 %, je na sredini leta 2023 živelo v občini Kranj (57.081), ki je bila po tem kazalniku tretja največja v državi. V Škofji Loki in na Jesenicah je živelo po 11 % prebivalcev, v Radovljici pa 9 %. Najmanjša je bila s 655 prebivalci občina Jezersko.

## Gorenjska statistična regija v številkah
| Statistični podatki                                               |           |  | Statistični kazalniki                                                                         |        |
| ----------------------------------------------------------------- | --------- |  | --------------------------------------------------------------------------------------------- | ------ |
| Površina, km2, 1. 1. 2023                                         | 2.137     |  | Gostota naseljenosti , 1. 7. 2023                                                             | 98,4   |
| Število prebivalcev, 1. 7. 2023                                   | 209.324   |  | Povprečna starost prebivalcev , 1. 7. 2023                                                    | 43,7   |
| Naravni prirast, 2023                                             | –224      |  | Delež prebivalcev, starih 0–14 let (%), 1. 7. 2023                                            | 15,6   |
| Število učencev v osnovnih šolah, 2023/2024                       | 20.227    |  | Delež prebivalcev, starih 65 let ali več (%), 1. 7. 2023                                      | 21,6   |
| Število dijakov (po prebivališču), 2023/2024                      | 8.246     |  | Naravni prirast (na 1.000 prebivalcev), 2023                                                  | –1,1   |
| Število študentov (po prebivališču), 2023/2024                    | 7.328     |  | Skupni selitveni prirast (na 1.000 prebivalcev), 2023                                         | –2,5   |
| Število delovno aktivnih prebivalcev (po prebivališču), 2023      | 94.611    |  | Skupni prirast (na 1.000 prebivalcev), 2023                                                   | –3,5   |
| Število zaposlenih oseb (po delovnem mestu), 2023                 | 70.801    |  | Delež prebivalcev, starih 25 do 64 let, z osnovno šolo ali manj, 1. 1. 2023                   | 12,0   |
| Število samozaposlenih oseb (po delovnem mestu), 2023             | 10.609    |  | Delež prebivalcev, starih 25 do 64 let, z višjo ali visoko izobrazbo, 1. 1. 2023              | 34,3   |
| Povprečna mesečna bruto plača na zaposleno osebo (EUR), 2023      | 2.169,66  |  | Stopnja delovne aktivnosti (%), 2023                                                          | 71,7   |
| Število podjetij, 2023                                            | 23.159    |  | Število izdanih gradbenih dovoljenj (na 1.000 prebivalcev), 2023                              | 1,7    |
| Regionalni bruto domači proizvod (mio. EUR), 2023                 | 5.493     |  | Bruto domači proizvod na prebivalca (EUR, tekoči tečaj), 2023                                 | 26.247 |
| Kmetijska zemljišča v uporabi, ha, 2020                           | 30.898    |  | Obsojeni polnoletni in mladoletni (na 1.000 prebivalcev), 2023                                | 1,6    |
| Število prihodov turistov, 2023                                   | 1.502.306 |  | Število osebnih avtomobilov (na 1.000 prebivalcev), 31. 12. 2023                              | 570    |
| Število prenočitev turistov, 2023                                 | 3.827.649 |  | Komunalni odpadki, zbrani z javnim odvozom (kg/prebivalca), 2023                              | 339    |
| Vir: Statistični urad Republike Slovenije, Podatkovna baza SiStat |           |  | Vir: Statistični urad Republike Slovenije, Slovenske statistične regije in občine v številkah |        |

## Občine v statistični regiji
- Občina Bled
- Občina Bohinj
- Občina Cerklje na Gorenjskem
- Občina Gorenja vas - Poljane
- Občina Gorje
- Občina Jesenice
- Občina Jezersko
- Mestna občina Kranj
- Občina Kranjska Gora
- Občina Naklo
- Občina Preddvor
- Občina Radovljica
- Občina Šenčur
- Občina Škofja Loka
- Občina Tržič
- Občina Železniki
- Občina Žiri
- Občina Žirovnica